# 노동 생산성
노동 생산성(Workforce productivity, labor productivity)은 한 노동자가 주어진 양의 시간 동안 생산하는 재화와 서비스의 양이다. 노동 생산성은 조직이나 기업, 절차, 산업, 국가를 위하여 측정된 값이다. OECD는 노동 생산성은 "산출의 양적 척도에 대한 산입의 양적 척도의 비"라고 정의한다. 산입의 양적 척도는 주로 인플레이션이 반영된 가격으로 표현된 국내 총생산(GDP)이나 총 부가 가치(gross value added, GVA)이다. 가장 일반적으로 많이 쓰이는 산입의 척도는 다음과 같다.

2012년 유럽의 노동 생산성 수준.

1. 노동 시간(hours)
2. 일자리(jobs)
3. 고용된 사람의 수